# Кретлево
Кретлево (пол. Kretlewo) — село в Польщі, у гміні Ґольчево Каменського повіту Західнопоморського воєводства.
Населення — 225 осіб (2011).
У 1975-1998 роках село належало до Щецинського воєводства.

## Демографія
Демографічна структура станом на 31 березня 2011 року:
|          | Загалом | Допрацездатний вік | Працездатний вік | Постпрацездатний вік |
| -------- | ------- | ------------------ | ---------------- | -------------------- |
| Чоловіки | 111     | 17                 | 80               | 14                   |
| Жінки    | 114     | 23                 | 74               | 17                   |
| Разом    | 225     | 40                 | 154              | 31                   |